# Будки (Полтавская область)
Будки (укр. Будки) — село,
Артелярщинский сельский совет,
Зеньковский район,
Полтавская область,
Украина.
Код КОАТУУ — 5321380402. Население по переписи 2001 года составляло 12 человек.

## Географическое положение
Село Будки находится на расстоянии до 1,5 км от сёл Артелярщина, Василе-Устимовка и Покровское.
По селу протекает пересыхающий ручей с запрудой.

## История
Есть на карте 1869 как хутор Бутков